# Ruebyn Richards
Ruebyn Richards (Nottingham, 30 gennaio 1993) è un taekwondoka britannico.

## Palmarès
- Europei

Baku 2014: bronzo nei 63 kg.